# Désirée Rancatore
Désirée Rancatore (Palermo, 29 de enero de 1977) es una soprano italiana con una activa carrera en conciertos de ópera, preferentemente en escenarios de Europa.

## Biografía
Désirée Rancatore inició muy joven sus estudios de violín y piano. A los dieciséis años comenzó a estudiar canto con su madre, María Argento, perfeccionándose en Roma con Margaret Baker Genovesi.
En 1995 ganó el primer premio de dos concursos internacionales: el "Ibla" de Ragusa y el "Vincenzo Bellini" de Caltanissetta. Al año siguiente, triunfó también en el Concurso Internacional “Maria Caniglia” de Sulmona. Durante ese mismo año hizo su primera presentación absoluta en los escenarios líricos en el Festival de Salzburgo, interpretando el rol de Barbarina de Las bodas de Fígaro.
Su debut italiano fue en ocasión de la inauguración de la temporada 1996/1997 del Teatro Regio de Parma, como Vivetta en La arlesiana de Cilea. Invitada por algunas de las mayores instituciones líricas de su país (Teatro Comunale de Bologna, Teatro Carlo Felice de Génova y el Maggio Musicale Fiorentino, donde cantó Parsifal bajo la dirección de Semyon Bychkov), regresó en 1997 al Festival de Salzburgo para interpretar Die Entführung aus dem Serail en el rol de Blonde. Invitada regular de este Festival, tomó parte en numerosos conciertos en el prestigioso Mozarteum, ejecutando arias de concierto de Mozart bajo la dirección de Hubert Soudant. También con el mismo director cantó Carmina Burana de Orff y la Misa en do menor de Mozart en Francia y nuevamente en Salzburgo.
En ocasión de la apertura de la temporada 1997/1998 del Teatro Massimo de Palermo, debutó en el rol de Sophie en Der Rosenkavalier con la dirección de John Neschling. En esa misma temporada cantó la Segunda Sinfonía de Mahler en la Accademia Nazionale di Santa Cecilia con la dirección de Myung-Whun Chung, e interpretó por primera vez el rol de Olympia en Les Contes d’Hoffmann en el Teatro Massimo Bellini de Catania. En este papel se distinguió a partir de entonces en los principales escenarios internacionales, tales como la Opéra National de Paris, la Royal Opera House-Covent Garden de Londres, la Wiener Staatsoper,  la Opernhaus de Zúrich, el Teatro Massimo de Palermo, el Teatro dell’Opera di Roma y el Teatro Regio de Parma.
En la temporada 1998/1999 debutó en Don Carlo (Voce dal cielo) en el Festival de Salzburgo con la dirección de Lorin Maazel. Volvió a París para cantar en L’enfant et les sortilèges y Parsifal bajo la dirección de James Conlon y tomó parte de la grabación discográfica de Die Entführung aus dem Serail como Blonde, con Sir Charles Mackerras y la Scottish Chamber Orchestra. En ese mismo rol, tomó parte en el film sobre la ópera mozartiana, realizado en el Topkapi Palace de Estambul y difundido en las salas londinenses. Luego de un prestigioso debut en 1999 en la Royal Opera House-Covent Garden como la Nannetta del Falstaff verdiano, ha interpretado el rol de Gilda en Rigoletto en Melbourne, San Francisco, Barcelona y Las Palmas, consiguiendo un notable éxito de crítica y público.
Seguidamente se presentó en un recital en Sídney, para enseguida continuar como la Reina de la Noche de La flauta mágica en la Opéra de París, en el Teatro de la Ópera de Roma y en el Teatro Lírico de Cagliari. Interpretó con gran éxito ese mismo año Il Viaggio a Reims en el Teatro Comunale di Bologna y en el Teatro Carlo Felice de Génova. Continuó la temporada con Jeanne D’Arc au bûcher en Salzburgo y L’enfant et les sortilèges título que marcó su regreso a la capital francesa. Debutó en el May Festival de Cincinnati en la obra de Beethoven Christus am Öberge bajo la dirección de James Conlon y en el Festival della Valle d’Itria de Martina Franca en Les Huguenots, para obtener un ulterior consenso de público y crítica por su interpretación del rol de Lakmé en la ópera homónima de Léo Délibes en Palermo y en el Festival de Ópera de Oviedo en el 2003.
En diciembre de 2004, en ocasión de la reapertura del Teatro alla Scala di Milano, tuvo un gran éxito con el rol de Sémele en L’Europa riconosciuta de Antonio Salieri, bajo la dirección de Riccardo Muti. Esta interpretación la consagró en la cima del panorama nacional e internacional de la lírica. Pocos años después, bajo la dirección del mismo Muti, interpretó Carmina Burana en París con la Orquesta Nacional de Francia. En el ámbito de conciertos se presentó como solista en el Requiem de Mozart en el Teatro Massimo de Palermo y en el Stabat Mater de Pergolesi en París con la Orquesta Nacional de Radio France (dirigida por Muti) y en Montpellier con la Orquesta Nacional. Por otra parte se presentó en el concierto inaugural de la temporada de conciertos de la Scala 2003/04 (con la Orquesta Filarmónica de ese teatro, dirigida por Riccardo Muti), en el concierto con la Orquesta Sinfónica de la Rai de Turín (interpretando música de Reinhold Glière) y en la Gala Concert al lado de Bryn Terfel en Londres con la Royal Philharmonic Orchestra. Con notable éxito se presentó en una tournée en España con la Orquesta Filarmónica del Teatro Massimo Bellini de Catania dirigida por Stefano Ranzani.
Durante la temporada 2004/2005 podemos señalar las interpretaciones de Les contes d’Hoffmann en la Arena Sferisterio de Macerata, en la Scala de Milán y en Orange (Vaucluse) Orange; Il Viaggio a Reims en el Théâtre Royal de la Monnaie de Bruselas y el Rigoletto en la Ciudad de México con producción del Teatro Regio di Parma. Abrió la temporada musical 2005/2006 con la nueva producción de Ascanio in Alba en el Teatro Comunale de Bologna, donde recogió un particular éxito de crítica y público, el cual reiteró en el Teatro Comunale de Módena. Interpretó además la Konstanze en el Teatro Piccinni de Bari y en el Real de Madrid.
En esa misma temporada, en el ROF fue la Fanny de La cambiale di matrimonio. En el Teatro Donizetti de Bérgamo debutó en el rol de la Lucia donizettiana, personaje que llevó a los teatros líricos del Japón, entre ellos el Bunka Kaikan de Tokio, consiguiendo un gran suceso. Debutó en el rol de Marie en La fille du régiment en la Scala acompañada de Juan Diego Flórez.  Siguió durante ese año con una Gala Concert en la Deutsche Oper de Berlín dirigida por Massimo Palumbo. Nuevamente interpretó el rol de Lakmé en el Japón apareciendo en la portada de la mayor revista de ese país, la AERA, gracias al enorme éxito obtenido.
En septiembre de 2007 se presentó por primera vez en el rol de Adina, de L’elisir d’amore, en la producción de Laurent Pelly en la Opera Bastille de París donde cosechó un nuevo éxito. Volvió ese año al Teatro Lírico de Cagliari en El rapto en el serrallo, en el rol de Kostanze, cantó las Escenas del Fausto de Goethe de Schumann, en un nuevo proyecto del Teatro Regio de Parma, con la régie de Hugo de Ana. Otra vez fue una Lucia aplaudidísima en Oviedo en el Teatro Campoamor, en la Opernhause de Zúrich, y en una nueva producción de enero/febrero de 2008 en el Teatro Comunale de Bologna en colaboración con el Teatro de Ferrara, donde fue mencionada como una de las mejores intérpretes de ese personaje en la nueva generación de cantantes. Sus actividades en el Japón continuaron con recitales en los más grandes teatros, tales como el Bunka Kaikan y la Kioi Hall de Tokio, y la Symphony Hall de Osaka aplaudida e aclamada por sus fanes japoneses.
En 2011 ha cantado en el Concierto de Nuevo Año en La Fenice de Venecia, en la Liverpool Philharmonic Hall dirigida por Ottavio Dantone, en la Ópera de Zúrich (Rigoletto), en el Teatro Massimo de Palermo (Lucia di Lammermoor), en el Teatro Greco de Siracusa (concierto con Andrea Bocelli), en el Sferisterio Opera Festival de Macerata (Rigoletto) y en el National Center for Performing Arts de Pekín (Rigoletto).
Entre los numerosos reconocimientos que obtuvo a lo largo de su prestigiosa carrera se cuentan el Premio Especial "Ester Mazzoleni", la medalla de oro "Città di Milano" como mejor joven soprano lírica destacada en el ámbito nacional e internacional, el Premio Paladino d’Oro como joven cantante lírica internacional, el premio Kaleidos 2008 y la Mimosa de Oro Internacional 2008, que otorga la Ciudad de Agrigento.